# Rio Dilcov
O Rio Dilcov é um rio da Romênia, afluente do Milcov, localizado no distrito de Vrancea.